# Lê Thế Hiếu
Lê Thế Hiếu (1892–1947) là một nhà cách mạng Việt Nam.

## Thân thế
Lê Thế Hiếu sinh năm 1892 ở làng Tường Vân, phủ Triệu Phong, tỉnh Quảng Trị (nay thuộc xã Triệu An, huyện Triệu Phong). Ông là con cả của Cử nhân Lê Thế Vỹ, một chí sĩ từng tham gia phong trào chống sưu thuế Trung Kỳ (1908), phong trào Đông Du và kế hoạch khởi nghĩa ở Huế (1916). Lê Thế Hiếu có bốn người em sống đến tuổi trưởng thành, trong đó em trai Lê Thế Tiết là Bí thư đầu tiên của Tỉnh ủy Quảng Trị, hai em gái Lê Thị Quế và Lê Thị Uy đều là Đảng viên tham gia phong trào cách mạng trước năm 1945.

## Hoạt động cách mạng
Lê Thế Hiếu sinh trưởng trong một gia đình Nho học nên ông từng tham gia khoa cử và đỗ Tú tài. Sau khi tốt nghiệp tiểu học (Primaire), ông làm giáo học giảng dạy ở trường tiểu học Triệu Phong và trường tiểu học Cam Lộ. Do có liên hệ với các phong trào đấu tranh của học sinh nên ông bị thuyên chuyển từ Quảng Trị ra Nghệ An, rồi vùng núi Thanh Hóa.
Năm 1926, ông trở về Quảng Trị với tư cách Hội viên Hội Việt Nam Cách mạng Thanh niên. Năm 1927, ông cùng người thân và một số người cảm tình như Hoàng Thị Ái, Lê Thị Quế,... thành lập Hưng Nghiệp hội xã ở thị xã Quảng Trị với mục tiêu "chấn hưng hàng nội hoá". Hưng Nghiệp hội xã vừa bảo đảm nhu cầu tài chính cho tổ chức, vừa là đầu mối tuyên truyền, liên lạc. Năm 1928, chi điếm Hưng Nghiệp hội xã ở chợ Phiên Cam Lộ thành lập do Hoàng Thị Ái phụ trách, đây là cơ sở quan trọng cả về kinh tế lẫn việc khôi phục phong trào cách mạng sau những đợt khủng bố của chính quyền thực dân.
Khoảng tháng 7–8 năm 1929, ông cùng nhiều đồng chí trong tỉnh bị chính quyền thực dân bắt giữ. Trong phiên tòa ngày 13 tháng 10, 37 Hội viên Thanh niên bị xử tù–lưu đày, ông cùng Nguyễn Đình Cương là hai người chịu mức án nặng nhất là chung thân. Mùa thu, ông cùng các đồng chí Đoàn Lân, Nguyễn Đình Cương, Nguyễn Vức, Lê Chưởng, Hoàng Hữu Chấp,... bị lưu đày ở nhà tù Lao Bảo. Năm 1933, ông bị đưa ra Vinh xét xử trong một vụ án chính trị khác.
Năm 1936, Lê Thế Hiếu được trả tự do, tham gia phong trào đấu tranh dân chủ. Cuối năm 1939, ông bị bắt lần nữa và bị an trí ở ngục Đăk Glei rồi Đắc Tô. Tháng 3 năm 1945, tận dụng thời điểm Nhật đảo chính Pháp, ông cùng nhiều đồng chí vượt ngục, trở về quê nhà tiếp tục hoạt động. Tháng 7, Ủy ban Dân tộc giải phóng phủ Triệu Phong được thành lập gồm Chủ tịch Lê Thế Hiếu và các ủy viên Nguyễn Xuân Luyện, Lê Thị Quế, Nguyễn Hoạch, Hồ Ngọc Tích. Ngày 21 tháng 8, Ủy ban khởi nghĩa phủ Triệu Phong được thành lập gồm Chủ tịch Hồ Ngọc Tích, hai Ủy viên Nguyễn Xuân Luyện và Lê Thị Quế. Ngày 22 tháng 8, cuộc khởi nghĩa giành chính quyền trong phủ thành công, Ủy ban nhân dân cách mạng lâm thời phủ Triệu Phong thành lập, do Hồ Ngọc Tích làm Chủ tịch.

## Công tác chính quyền
Cuối tháng 8 đầu tháng 9 năm 1945, Chủ tịch Ủy ban nhân dân lâm thời tỉnh Quảng Trị Trần Hữu Dực được bầu làm Chủ tịch Ủy ban nhân dân cách mạng Trung Bộ, Lê Thế Hiếu được bổ nhiệm thay thế. Đến tháng 10, Ủy ban hành chính được thành lập, ông chuyển sang công tác khác.
Tháng 1 năm 1946, Lê Thế Hiếu, Đặng Thí, Trần Mạnh Quỳ là ba Đại biểu trúng cử vào Quốc hội khóa đầu tiên của nước Việt Nam. Tháng 5, Hội Liên Việt thành lập, ông là Chủ tịch Ủy ban Liên Việt tỉnh Quảng Trị.
Tháng 5 năm 1947, trong một trận càn của quân Pháp vào căn cứ Chợ Cạn (Triệu Sơn, Triệu Phong), ông bị bắt và bị bắn chết vào ngày 1 tháng 4 (âm lịch).

## Gia đình
Lê Thế Hiếu có vợ cả là bà Lê Thị Hảo lớn hơn ông 2 tuổi. Trong thời gian dạy học ở Diễn Châu (Nghệ An), ông lấy bà Phan Thị Quý (người Hưng Nguyên) làm lẽ, gọi là bà Hai Nghệ. Khi ông Hiếu đi tù (1929), bà Quý đi tu và mất năm 1951, không có con chung. Năm 1939, ông lại lấy vợ lẽ là bà Lê Thị Dung (người Hà Tây). Bà Dung qua đời năm 2001, hai người không có con chung.
Ông có con trai là Lê Thế Tế, từng giữ chức vụ Phó vụ trưởng Vụ thanh tra xét khiếu tố (thuộc Ban Thanh tra của Chính phủ), kết hôn năm 1945. Con rể của ông từng làm Trưởng ban Tư pháp huyện Cam Lộ, Bí thư kiêm Chủ tịch xã Cam Lộc thời kháng chiến chống Pháp.

## Tác phẩm
Trong thời gian hoạt động cách mạng, ông có sáng tác thơ văn để đấu tranh, tuyên truyền. Hiện tại phần lớn các tác phẩm đều đã thất lạc, chỉ còn ba bài thơ còn tồn nghi: Viếng bạn, Ở tù, Thư gửi về nhà.

## Vinh danh
Tên của ông được đặt cho một con đường ở thành phố Đông Hà, thị xã Quảng Trị, thị trấn Hồ Xá (Vĩnh Linh) và thị trấn Lao Bảo (Hướng Hóa).
Ở xã Cam Chính, (Cam Lộ, Quảng Trị) có một trường tiểu học, trường trung học cơ sở và trường trung học phổ thông mang tên ông. Trong đó, trường cấp hai được thành lập từ năm 1950.
Thị trấn Hồ Xá từng có Xưởng mộc Lê Thế Hiếu, bị máy bay Mỹ ném bom hủy hoại vào năm 1965.